# 市川團蔵 (6代目)

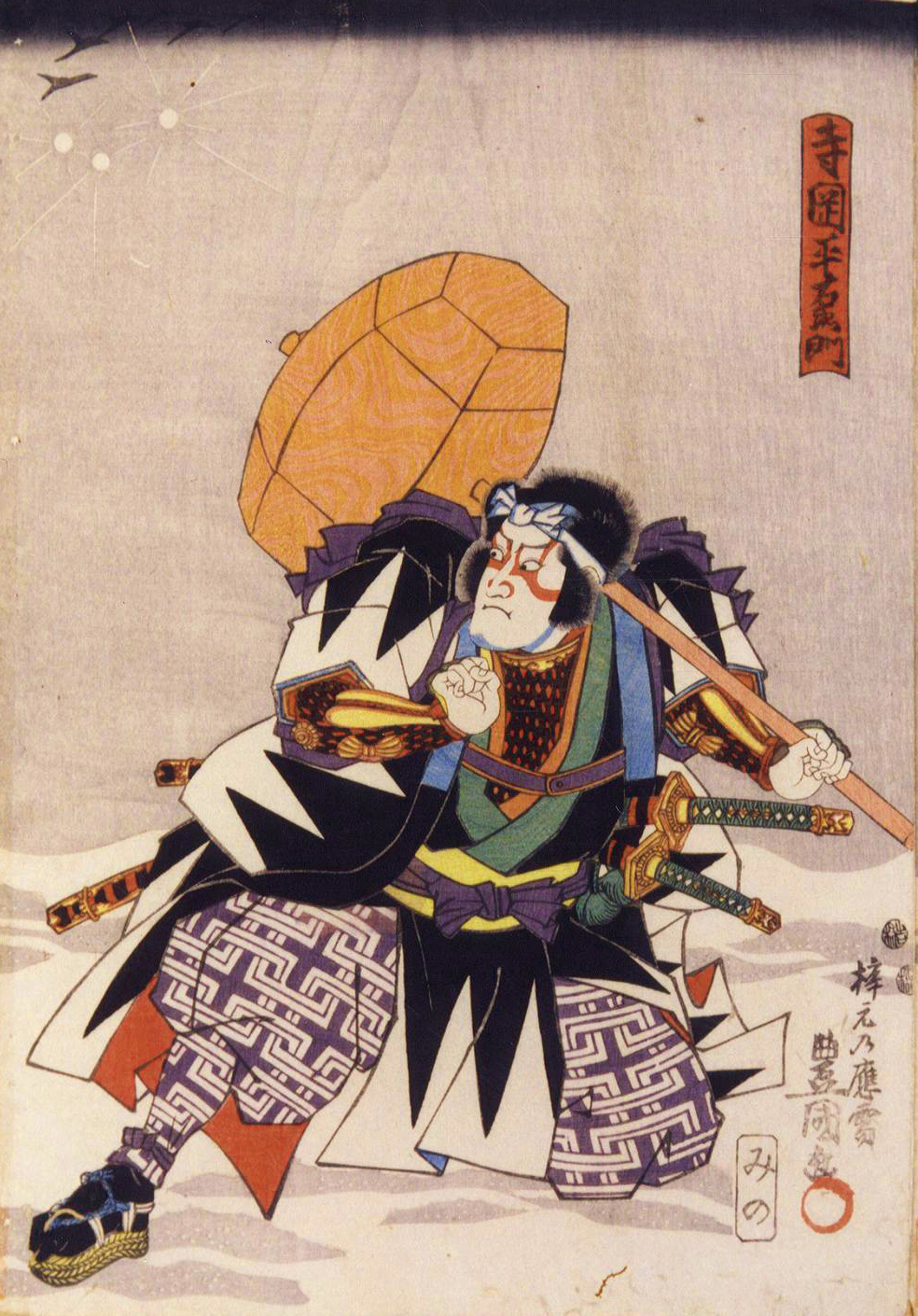
二代目市川九蔵（当時）の寺岡平右衛門。嘉永2年（1849年）7月、江戸中村座の『仮名手本忠臣蔵』より。三代目歌川豊国画。

六代目 市川 團蔵（いちかわ だんぞう、寛政12年〈1800年〉 - 明治4年10月22日〈1871年12月4日〉）とは、江戸時代の歌舞伎役者。屋号は三河屋、定紋は縦長三升、替紋は結び柏。俳名は三猿、團猿、雅号に市紅庵、松秀舎。
父は四代目市川團蔵の門弟初代市川荒五郎。江戸に生まれ、文化2年（1805年）市川昭世と名乗って初舞台を踏む。文化10年 、七代目市川團十郎の門下に加わり市川三蔵と改名。文化13年には初代市川茂々太郎と改名、この間に子供芝居に出る。上方や九州の舞台にも立ち、天保2年（1831年）、大坂で初代市川白蔵と改名。天保5年、江戸に帰って二代目市川九蔵を襲名する。その後は江戸と上方を往復しながら舞台を務める。嘉永5年8月（1852年）、五代目市川團蔵の未亡人の養子となり、同年10月大坂角の芝居『金烏玉兎倭入船』で六代目市川團蔵を襲名した。
体格は小柄ではあったがいろいろな役をこなした。しかし芸風は地味で人気は上がらなかったという。一方、初代團蔵と二代目團蔵が得意とした演目を「古劇八種」というお家芸にまとめている。養子に七代目市川團蔵がいる。墓所は東京都台東区谷中の天王寺墓地にある。